# Estádio delle Alpi
O Estádio delle Alpi (Estádio dos Alpes, em italiano), era um estádio de futebol localizado em Turim, no Piemonte (noroeste da Itália). Com 69.041 lugares, foi utilizado pela Juventus e pelo Torino.
Construído especialmente para a Copa do Mundo de 1990, começou a ser construído em Junho de 1988 e graças à construção com blocos pré-fabricados de cimento, foi concluído no curto prazo. Na Copa do Mundo FIFA de 1990, o estádio recebeu cinco jogos, sendo três da primeira fase, um das oitavas-de-final e um da semifinal, curiosamente, o estádio recebeu todos os jogos da seleção brasileira na copa.  
Em 1991, houve no estádio a final da Mitropa Cup entre Torino e Pisa. O estádio recebeu o primeiro jogo da final da Copa UEFA de 1991/92, entre Torino e Ajax; Na temporada seguinte, o estádio recebeu a final da Copa UEFA de 1992/93, entre Juventus e Borussia Dortmund. 
Existiam expectativas de que o estádio fosse ser a sede das cerimônias de abertura e encerramento dos Jogos Olímpicos de Inverno de 2006, o que acabou não ocorrendo,pois ele acabou sendo preterido pelo novo Estádio Olímpico de Turim em 2004.
Em 7 de Maio de 2006, o estádio Delle Alpi recebeu o último jogo com a vitória da Juventus de 2 a 1 no Palermo no Campeonato Italiano 2005-06 da 37ª rodada, o ultimo gol do estádio foi feito pelo jogador do Palermo, Denis Godeas. Em 2008 foi demolido e, em sua área, foi construído o Juventus Stadium.

## Copa do Mundo de 1990
| Data        | Fase              | 1ª seleção         | Placar                                 | 2ª seleção | Público |
| ----------- | ----------------- | ------------------ | -------------------------------------- | ---------- | ------- |
| 10 de junho | 1ª Fase - Grupo C | Brasil             | 2 – 1                                  | Suécia     | 62,628  |
| 16 de junho | 1ª Fase - Grupo C | Brasil             | 1 – 0                                  | Costa Rica | 58,007  |
| 20 de junho | 1ª Fase - Grupo C | Brasil             | 1 – 0                                  | Escócia    | 62,502  |
| 24 de junho | Oitavas de Final  | Argentina          | 1 – 0                                  | Brasil     | 61,381  |
| 4 de julho  | Semifinal         | Alemanha Ocidental | 4 – 3 pen 0 - 0 pro 1 - 1 Tempo Normal | Inglaterra | 62,628  |

## Finais Internacionais

### Finais de Copa UEFA
| Data                | Campeonato        | Fase            | 1º clube | Placar | 2º clube          |
| ------------------- | ----------------- | --------------- | -------- | ------ | ----------------- |
| 29 de Abril de 1992 | Copa UEFA 1991/92 | 1º Jogo - Final | Torino   | 2 – 2  | Ajax              |
| 19 de maio de 1993  | Copa UEFA 1992/93 | 2º Jogo - Final | Juventus | 3 – 0  | Borussia Dortmund |

### Final da Copa Mitropa 1991
| Data               | 1º clube | Placar    | 2º clube |
| ------------------ | -------- | --------- | -------- |
| 4 de junho de 1991 | Torino   | 2 – 1 pro | Pisa     |

## Finais Nacionais

### Finais de Copa Itália
| Data                | Temporada | Fase            | 1º clube | Placar | 2º clube |
| ------------------- | --------- | --------------- | -------- | ------ | -------- |
| 7 de Maio de 1992   | 1991-92   | 1º Jogo - Final | Juventus | 1 – 0  | Parma    |
| 12 de Junho de 1993 | 1992-93   | 1º Jogo - Final | Torino   | 3 – 0  | Roma     |
| 7 de Junho de 1995  | 1994-95   | 1º Jogo - Final | Juventus | 1 – 0  | Parma    |
| 25 de Abril de 2002 | 2001-02   | 1º Jogo - Final | Juventus | 2 – 1  | Parma    |
| 12 de Maio de 2004  | 2003-04   | 2º Jogo - Final | Juventus | 2 – 2  | Lazio    |

### Finais de Supercopa Itália
| Data                  | Temporada | 1º clube | Placar | 2º clube       |
| --------------------- | --------- | -------- | ------ | -------------- |
| 16 de Janeiro de 1996 | 1995      | Juventus | 1 – 0  | Parma          |
| 23 de Agosto de 1997  | 1997      | Juventus | 3 – 0  | Vicenza        |
| 29 de Agosto de 1998  | 1998      | Juventus | 1 – 2  | Lazio          |
| 20 de Agosto de 2005  | 2005      | Juventus | 0 – 1  | Internazionale |

## Ultimo jogo do Estádio
| Data              | Campeonato  | Edição  | Fase                  | 1º clube | Placar | 2º clube |
| ----------------- | ----------- | ------- | --------------------- | -------- | ------ | -------- |
| 7 de maio de 2006 | Serie A Tim | 2005-06 | 2º Turno - 37ª Rodada | Juventus | 2 – 1  | Palermo  |